# نارک هوهانیسیان
نارک واروژانی هوهانیسیان (ارمنی: Նարեկ Վարուժանի Հովհաննիսյան؛ انگلیسی: Narek Varuzhan Hovhannisyan زادهٔ ۳۰ سپتامبر ۱۹۹۲ - درگذشته ۷ نوامبر ۲۰۲۰) فرد نظامی اهل ارمنستان بود.

## زندگی‌نامه
در ۳۰ سپتامبر ۱۹۹۲ در هرازدان به دنیا آمد. وی در ۷ نوامبر ۲۰۲۰ در سن ۲۸ سالگی در کارین تاک در جریان جنگ دوم قره‌باغ کشته شدند . وی همچنین برنده قهرمان ملی آرتساخ شده است.

## یادداشت
1. ↑  ավագ լեյտենան